# Надино (Ленинградская область)
На́дино (фин. Pitkäjärvi) — деревня в Шапкинском сельском поселении Тосненского района Ленинградской области.

## История
На карте Санкт-Петербургской губернии Ф. Ф. Шуберта 1834 года обозначена деревня Надина при озере Долгом.

НАДИНА — деревня принадлежит полковнику Александру Дубянскому, число жителей по ревизии: 14 м. п., 22 ж. п. (1838 год)

В пояснительном тексте к этнографической карте Санкт-Петербургской губернии П. И. Кёппена 1849 года она записана как деревня Pitkäjärvi (Надина) и указано количество её жителей на 1848 год: савакотов — 16 м. п., 27 ж. п., всего 43 человека. Деревня входила в лютеранский приход Ярвисаари.
Деревня Надина упомянута карте профессора С. С. Куторги 1852 года.

НАДИНА — деревня госпожи Марковой, по почтовому тракту и просёлочной дороге, число дворов — 7, число душ — 20 м. п. (1856 год)

Число жителей деревни по X-ой ревизии 1857 года: 15 м. п., 31 ж. п..

НАДИНА — деревня владельческая при озере Долгом, число дворов — 13, число жителей: 16 м. п., 32 ж. п. (1862 год)

Согласно подворной переписи 1882 года в деревне проживали 11 семей, число жителей: 29 м. п., 37 ж. п.; разряд крестьян — собственники; все лютеране.
В конце XIX — начале XX века, деревня административно относилась к Шапкинской волости 1-го стана Шлиссельбургского уезда Санкт-Петербургской губернии. По приходским данным население деревни было исключительно финским.
Согласно военно-топографической карте Петроградской и Новгородской губерний издания 1917 года деревня называлась Нядина.
С 1917 по 1921 год деревня Надино входила в состав Сиголовского сельсовета Шапкинской волости Шлиссельбургского уезда.
С 1922 года в составе Старосельского поссовета.
С 1923 года в составе Старосельского сельсовета Лезьенской волости Ленинградского уезда.
С 1924 года в составе Шапкинского поссовета.
Согласно данным переписи населения СССР 1926 года в деревне Надино (Питки-Ярви) проживали 107 человек — все ингерманландцы, кроме одного русского жителя.
С февраля 1927 года в составе Ульяновской волости. С августа 1927 года в составе Шапкинского сельсовета Колпинского района.
С 1930 года в составе Тосненского района.
- План деревни Надино. 1931 год

Согласно топографической карте 1931 года деревня насчитывала 22 крестьянских двора, в деревне располагалась пожарная вышка.
По данным 1933 года деревня Надино входила в состав Шапкинского сельсовета Тосненского района.
В 1940 году население деревни Надино составляло 110 человек.
С 1 сентября 1941 года по 31 декабря 1943 года деревня находилась в оккупации.
В 1958 году население деревни Надино составляло 53 человека.
По данным 1966, 1973 и 1990 годов деревня Надино также входила в состав Шапкинского сельсовета.
В 1997 году в деревне Надино Шапкинской волости проживали 18 человек, в 2002 году — 24 человека (русские — 88 %).
В 2007 году в деревне Надино Шапкинского СП — 11 человек.

## География
Деревня расположена в северо-восточной части района на автодороге 41А-004 (Павлово — Мга — Луга), к северу от центра поселения — посёлка Шапки.
Расстояние до административного центра поселения — 3,8 км.
Расстояние до ближайшей железнодорожной станции Шапки — 5 км.
Деревня находится на восточном берегу озера Долгое.

## Демография
| 1862 | 2007 | 2010 | 2017 |
| ---- | ---- | ---- | ---- |
| 48   | ↘11  | ↗20  | ↘19  |

## Улицы
Земляничная, Крещенский проезд, Луговая, Новая, Озёрная, Ольховая, Радужная, Светлая, Солнечная, Центральная.